# Erannis gigantea
Erannis gigantea är en fjärilsart som beskrevs av Inoue 1955. Erannis gigantea ingår i släktet Erannis och familjen mätare. Inga underarter finns listade i Catalogue of Life.